# Kurt Meyer (Germanist, 1921)

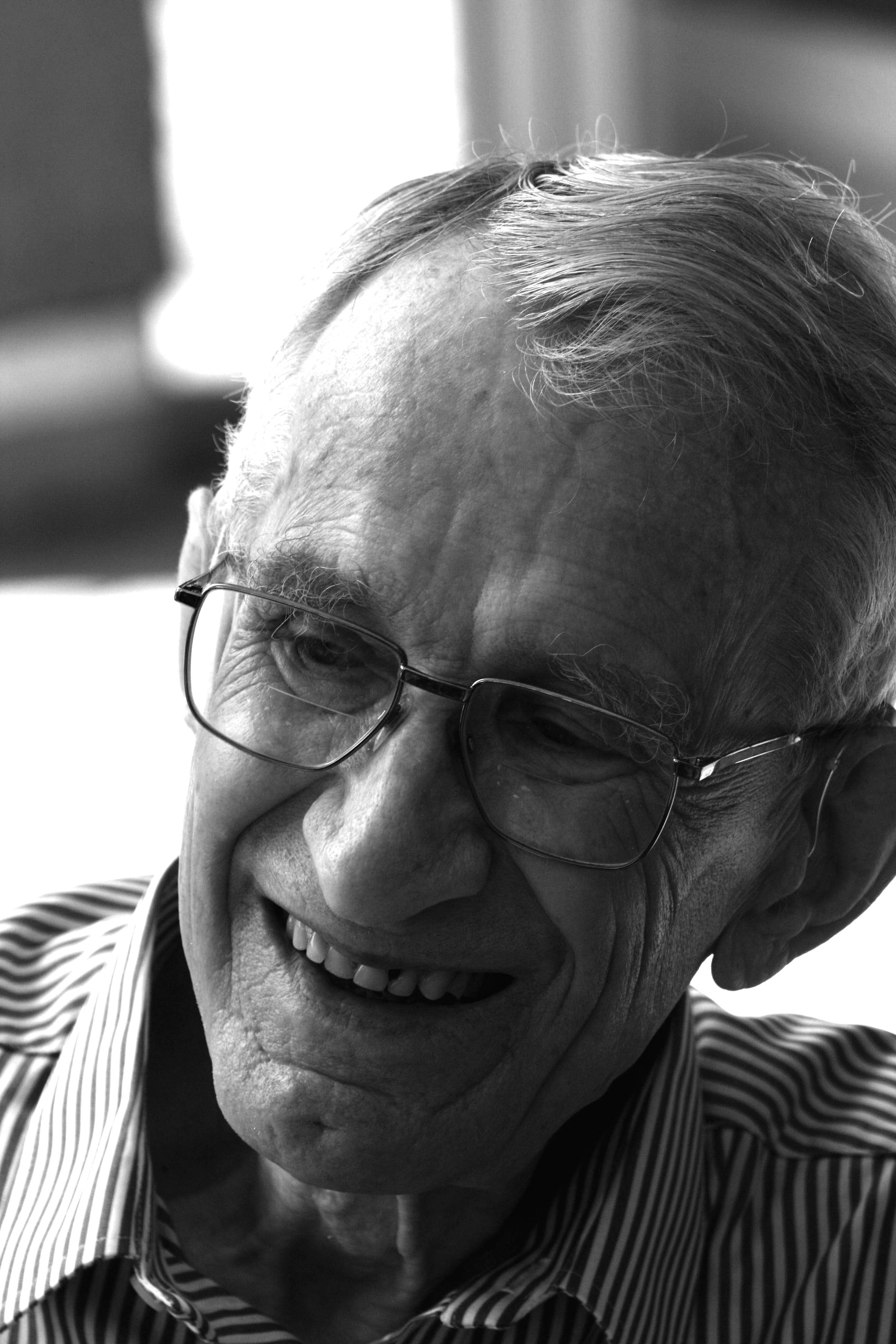
Kurt Meyer (1921–2017)

Kurt Werner Meyer (* 22. August 1921 in Zürich; † 7. März 2017 in Aarau) war ein Schweizer Germanist, der als Lexikograph und als Bibliothekar tätig war. Bekannt wurde er insbesondere mit seinen Arbeiten zur schweizerhochdeutschen Standardsprache.

## Leben
Meyer bestand in Zürich die Matura Typus A (mit Latein und Griechisch) und studierte anschliessend an der Universität Zürich Deutsch und Geschichte. 1951 schloss er bei Rudolf Hotzenköcherle mit einer Dissertation über die schweizerdeutsche Adjektivableitung (gedruckt 1960) ab und erhielt überdies das Gymnasiallehrerdiplom.
Von 1951 bis 1968 arbeitete Meyer als Redaktor am Schweizerischen Idiotikon in Zürich. Von 1968 bis zu seiner Pensionierung 1986 war er Leiter der Aargauer Kantonsbibliothek in Aarau.
Kurt Meyer war der Vater des Historikers Andreas Meyer.

## Wirken
Im Zentrum von Meyers Wirken stand die Sprache – auch nach seinem Wechsel an die Kantonsbibliothek. Schon in seiner Dissertation erwies er sich als exakt arbeitender Sprachwissenschafter mit umfassendem dialektologischem Wissen. Seine für das Schweizerische Idiotikon verfassten Artikel schrieb er mit «äusserster Akribie», wie es im Jahresbericht über das Jahr 1968 heisst; die Krönung stellten die beiden Wörterbuchartikel über dër, die, das als Demonstrativpronomen und als Artikel dar. Ab 1987 wertete er den 14. Band des Idiotikons für dessen «Grammatisches Register» aus und blieb auf diesem Wege dem Wörterbuch verbunden.
Über den seinerzeitigen Chefredaktor des Idiotikons, Hans Wanner, der als Obmann des Deutschschweizerischen Sprachvereins (heute Schweizerischer Verein für die deutsche Sprache) amtete, stiess auch Meyer zu diesem Verein, der sich der Förderung der schweizerischen Variante der deutschen Standardsprache widmet. Von 1957 bis 1968 war er Präsident von dessen Regionalgruppe in Zürich (Zürcher Sprachverein) und als solcher ex officio Vorstandsmitglied des gesamtdeutschschweizerischen Dachverbandes; von 1976 bis 1993 amtete er sodann als dessen stellvertretender Obmann. Weit über dreissig Jahre lang, von 1960 bis 1996, war er zudem Mitglied des Schweizerischen Dudenausschusses, dasjenige Gremium, das von der Dudenredaktion für die Aufnahme von Helvetismen in deren Wörterbücher konsultiert wird. Ab etwa 1970 wurde der Schweizerische Dudenausschuss von Meyer auch präsidiert. Von 1964 bis 1971 fungierte er überdies als Redaktor des Vereinsorgans Sprachspiegel.
Die Verbindung von Idiotikon-Erfahrung und aktiver Tätigkeit beim Sprachverein bot die Grundlage, um den schweizerhochdeutschen Wortschatz lexikographisch zu erfassen. Meyer war zwar nicht der erste, der sich an diese Aufgabe wagte – schon Stephan Kaiser hatte 1969/70 eine zweibändige Publikation über die Besonderheiten der deutschen Schriftsprache in der Schweiz verfasst, und auch von Hannelore Fenske gab es bereits eine – mehr abstrakt gehaltene – Publikation zum nämlichen Thema. Meyers Wie sagt man in der Schweiz?, das 1989 im Dudenverlag als Duden-Taschenbuch erschien, war aber nicht nur für den Wissenschafter gedacht, sondern wandte sich ganz besonders an den interessierten Laien. Jeder Helvetismus wird mit ein, zwei Beispielsätzen illustriert, die Meyer aus seiner eigenen, über lange Jahre gewachsenen Sammlung schöpfte. 2006 erschien das Werk unter dem Titel Schweizer Wörterbuch. So sagen wir in der Schweiz in einer stark erweiterten und überarbeiteten Version im Frauenfelder Huber-Verlag. Im Weitern redigierte Meyer den Schweizer Schülerduden von 1970. Neben diesen Büchern schrieb er eine grössere Anzahl Aufsätze über die schweizerhochdeutsche Standardsprache und die schweizerdeutschen Mundarten.
Meyers das Schweizerhochdeutsche betreffende Nachlass befindet sich im Archiv des Schweizerischen Idiotikons.

## Publikationen
Monographien
- Die Adjektivableitung im Schweizerdeutschen. Suffixformen. Huber, Frauenfeld 1960 (Beiträge zur schweizerdeutschen Mundartforschung X) (Digitalisat).
- Wie sagt man in der Schweiz? Wörterbuch der schweizerischen Besonderheiten. Dudenverlag, Mannheim/Wien/Zürich 1989 (Duden-Taschenbücher 22). ISBN 3-411-04131-5.
- Schweizer Wörterbuch. So sagen wir in der Schweiz. Huber, Frauenfeld 2006. ISBN 3-7193-1382-4.
- [Zusammen mit Otmar Zehnder:] Schweizer Schülerduden. Rechtschreibung und Sprachkunde. Büchler, Wabern 1970.

Idiotikon-Artikel in Auswahl (mit dem Stichwort ist jeweils die ganze Wortfamilie mitgemeint)
- Band XII: Tochter, Tafelen, Tauff/Tauffi/tauffen, tifig, tieff, Tal, dolen, toll, Tolen I, Tüelen, Tamp/tampen, Tampf/tämpfen.
- Band XIII: dīn I, II, dienen/Diener (das Simplex des Verbs zusammen mit Ida Suter),Tansen, Dienst, Tunst, Tantsch, dër/die/das I, II, Dorff.

Aufsätze in Auswahl
- Kartoffelstock. Ein Beispiel für den Wortausgleich innerhalb der deutschen Sprache. In: Sprachspiegel 18, 1962, S. 104–108 (Digitalisat).
- Unser Anteil an der deutschen Schriftsprache. In: Sprache, Sprachgeschichte, Sprachpflege in der deutschen Schweiz. Sechzig Jahre Deutschschweizerischer Sprachverein. Hrsg. vom Deutschschweizerischen Sprachverein, Zürich 1964, S. 41–60.
- Über ‹sehr› im Schweizerdeutschen. In: Schweizerdeutsches Wörterbuch. Bericht über das Jahr 1967. Zürich [1968], S. 39–58 (Digitalisat).
- Das Deutsch der Schweizer. In: Terminologie et Traduction 1, 1994, S. 9–39.
- «Der Duden», die Schweiz und der «Schweizerische Dudenausschuss». In: Sprachspiegel 52, 1996, S. 115–120 (Digitalisat).
- Die deutsche Sprache in Deutschland, Österreich – und der Schweiz! Zu einem grundlegenden Buch von Ulrich Ammon. In: Sprachspiegel 53, 1997, S. 218–224 (doi:10.5169/seals-421762).

## Nachweise
1. ↑  Kurt Meyer. In: trauer.nzz.ch. 9. März 2017, abgerufen am 9. März 2017.
2. ↑  Schweizerdeutsches Wörterbuch. Bericht über das Jahr 1968. Zürich [1969], S. 1.
3. ↑  Schweizerisches Idiotikon, Bd. XIII, Sp. 1028 ff.
4. ↑  Schweizerisches Idiotikon, Bd. XIII, Sp. 1122 ff.
5. ↑  Stephan Kaiser: Die Besonderheiten der deutschen Schriftsprache in der Schweiz. Bd. 1: Wortgut und Wortgebrauch. Bd. 2: Wortbildung und Satzbildung. Dudenverlag, Mannheim/Wien/Zürich 1969. 1970 (Duden-Beiträge. Sonderreihe: Die Besonderheiten der deutschen Schriftsprache im Ausland 30a. 30b).
6. ↑  Hannelore Fenske: Schweizerische und österreichische Besonderheiten in deutschen Wörterbüchern. Narr, Tübingen 1973 (Institut für deutsche Sprache. Forschungsberichte 10).

| Personendaten    | Personendaten                                   |
| ---------------- | ----------------------------------------------- |
| NAME             | Meyer, Kurt                                     |
| ALTERNATIVNAMEN  | Meyer, Kurt Werner                              |
| KURZBESCHREIBUNG | Schweizer Sprachwissenschafter und Bibliothekar |
| GEBURTSDATUM     | 22. August 1921                                 |
| GEBURTSORT       | Zürich                                          |
| STERBEDATUM      | 7. März 2017                                    |
| STERBEORT        | Aarau                                           |